# Підстепне (Павлодарський район)
Підсте́пне (каз. Подстепное) — село у складі Павлодарського району Павлодарської області Казахстану. Входить до складу Зоринського сільського округу.
Населення — 281 особа (2021; 274 у 2009, 227 у 1999, 263 у 1989).
Національний склад станом на 1989 рік:
- казахи — 53 %